# Pseudolmedia glabrata
Pseudolmedia glabrata là một loài thực vật có hoa trong họ Moraceae. Loài này được (Liebm.) C.C. Berg miêu tả khoa học đầu tiên năm 1996.